# Zhengdong Zhen
Zhengdong Zhen (kinesiska: 整董, 整董镇) är en köping i Kina. Den ligger i provinsen Yunnan, i den sydvästra delen av landet, omkring 310 kilometer sydväst om provinshuvudstaden Kunming. Antalet invånare är 12 185. Befolkningen består av 5 901 kvinnor och 6 284 män. Barn under 15 år utgör 19,0 %, vuxna 15-64 år 75 %, och äldre över 65 år 5,0 %.
Genomsnittlig årsnederbörd är 2 141 millimeter. Den regnigaste månaden är juli, med i genomsnitt 525 mm nederbörd, och den torraste är februari, med 23 mm nederbörd.